# クリミア盾章
クリミア盾章（ドイツ語: Krimschild）は、ナチス・ドイツの袖用盾章である。その授与数は発行された盾章の中でも最多の約250,000個となっていた。

## 概要

### 背景
独ソ戦勃発後、ドイツ国防軍陸軍南方軍集団は1941年秋から1942年夏にかけ、クリミア半島占領をめぐってソビエト赤軍との激しい戦闘を繰り返していた。1942年7月4日、セヴァストポリ包囲戦をもって半島占領に成功したドイツ軍を称えるため、アドルフ・ヒトラーは、勝利に多大な貢献をしたエーリヒ・フォン・マンシュタイン陸軍元帥率いる第11軍の将兵全員を対象に盾章を贈呈することにした。そこで制定されたのがこのクリミア盾章である。

### デザイン
盾章上部に国家鷲章が配置され、右翼の下部にクリミア争奪戦が勃発した年である「1941」が、左翼の下部に終結した年である「1942」の数字が刻まれている。背景にはクリミア半島が描かれており、クリミアのドイツ語表記である「KRIM」が書かれている。

## 受章資格
受章には以下の戦闘の内1つ以上に参戦していることが求められた。
- 1941年9月21日から9月30日まで行われたペレコープの戦い
- 1941年10月18日から10月27日まで行われたユシュンの戦い
- 1941年10月28日から11月16日まで行われたケルチ半島の戦い
- 1941年12月17日から12月31日まで行われた第一次セヴァストポリ要塞攻囲戦
- 1942年1月15日から1月18日まで行われたフェオドシアの戦い
- 1942年1月19日から5月7日まで行われた防衛戦
- 1942年5月8日から5月21日まで行われたケルチ半島再占領
- 1942年6月7日から7月4日まで行われた第二次セヴァストポリ要塞攻囲戦

それ以外に、
- 戦闘中の負傷
- クリミア半島で3か月以上従軍した場合

にも授与された。
ドイツ軍人のみならず、ルーマニア軍人も授与対象とされた。

## 佩用

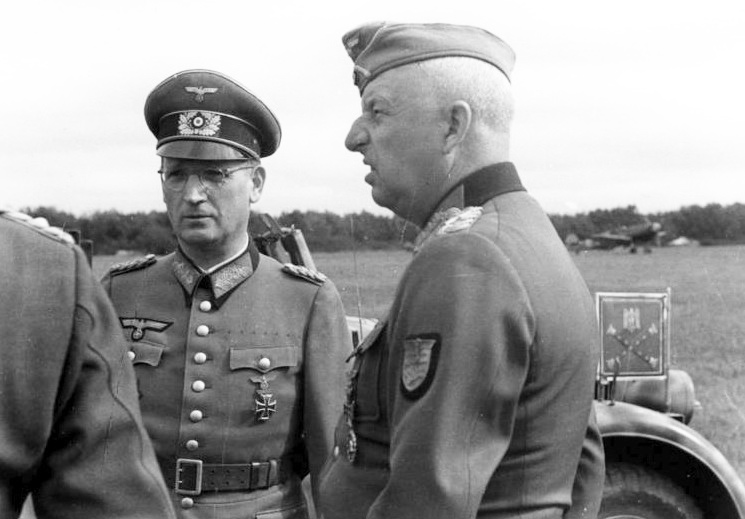
クリミア盾章を佩用するマンシュタイン(右)。奥はハンス・シュパイデル。

クリミア盾章は軍服の左袖に裏布とともに縫い付けられたが、美しさを求め、盾章のみをピンで直接左袖に留めて佩用する者もいた。
盾章の裏布は所属組織によって色が異なっていた。
- 陸軍 - 緑
- 空軍 - 青
- 装甲部隊 - 黒